# 인민연합 (튀르키예)
인민연합(튀르키예어: Cumhur İttifakı)은 터키의 선거연합으로, 2018년 2월 여당 정의개발당과 민족주의자 운동당의 연합으로 결성되었다. 2018년 총선에 참여할 목적으로 결성되었으며, 대선 때 레제프 타이이프 에르도안 현 대통령을 단일후보로 선출했으며 그의 재선을 지지했다. 주요 경쟁 상대로는 국민연합이 있으며, 2018년 야4당에 의해 결성되었으나 해체 후 2019년 재결성했다.